# Maggot Brain
Maggot Brain är den amerikanska funk-gruppen Funkadelics tredje album. Albumet släpptes i juli 1971. Albumet har betytt mycket för funk-musiken, och har inspirerat många andra funk och soul musiker. Albumets stora del är titellåten Maggot Brain, som består av ett 10 minuter långt gitarr-solo av ledargitarristen Eddie Hazel. Legenden säger att George Clinton sa åt honom att spela första halvan av låten som om hans mor hade dött, och andra halvan, att spela som när han fick reda på att hon levde igen. 

## Låtlista
1. Maggot Brain -10.20
2. Can You Get To That -2.50
3. Hit It And Quit It -3.50
4. You And Your Folks, Me And My Folks -3.37
5. Super Stupid -3.57
6. Back In Our Minds -2.38
7. Wars Of Armageddon -9.42